# News of the World Tour
Die News of the World Tour war eine Konzerttournee der britischen Rockband Queen, auf der sie ihr namensgebendes Album News of the World (1977) vorstellte. Dabei gab die Band zwischen November 1977 und Mai 1978 insgesamt 46 Konzerte in Nordamerika und Europa.

## Hintergrund
Kurz nachdem sie im Juni 1977 ihre A Day at the Races Tour beendet hatten, zogen sich Queen in die Londoner Wessex Studios zurück, um ihr sechstes Studioalbum News of the World aufzunehmen. Ein Musikvideo für die erste Single des Albums, We Are the Champions, wurde am 6. Oktober 1977 im New London Theatre gedreht. 900 im Vorfeld ausgeloste Mitglieder des offiziellen Queen-Fanclubs wurden zu diesem Videodreh als Statisten eingeladen, um den Saal zu füllen. Nachdem das Video abgedreht war, spielten Queen für ihre Gäste ein kurzes Live-Set, das als Aufwärmkonzert für die Tournee im kommenden Monat diente. Die Band verbrachte dann die letzte Woche des Monats damit, in den Shepperton Studios für die Tour zu proben.
Die News of the World Tour startete schließlich am 11. November 1977 in Portland (Maine) und endete am 13. Mai 1978 in London. Für die Bühnenshow wurde das bereits auf der vorherigen Tour zum Einsatz gekommene Beleuchtungssystem „The Crown“ verwendet, das für die neue Tournee geringfügig überarbeitet und verkleinert wurde, damit es auch bei kleineren Austragungsorten wie beispielsweise in Kopenhagen oder Stafford an die jeweilige Größe der Bühne angepasst werden konnte. Bei einigen Shows in Nordamerika trat die Gruppe Cheap Trick im Vorprogramm auf, die europäischen Shows absolvierten Queen hingegen ohne Beteiligung einer Vorgruppe.
Hatten die Alben News of the World und teilweise auch bereits das Vorgängeralbum A Day at the Races eine musikalische Kehrtwende Queens in Richtung härteren Rock angekündigt (wohl auch bedingt durch das Aufkommen des Punk), war auf dieser Tournee nun auch im Erscheinungsbild der Band auf der Bühne eine deutliche Veränderung zu erkennen. Bis auf Brian May, der seine lange Lockenmähne behielt, trugen alle Musiker ab jetzt kürzere Haarschnitte, außerdem tauschten, May, Roger Taylor und John Deacon ihre auf vorherigen Tourneen getragenen Seidenkleider durch schlichte Hemden und Jeans-Hosen aus. Lediglich Freddie Mercury trug auf der Bühne weiterhin seine Ballett-Kostüme, über die er allerdings bei bestimmten Liedern auch eine Lederjacke überzog.
Im Gegensatz zu früheren Tourneen von Queen, deren Konzerte meist nicht länger als 1 Stunde und 40 Minuten dauerten, überschritten die Konzerte der News of the World Tour erstmals die Spieldauer von zwei Stunden. So stand die Band beispielsweise beim Abschlusskonzert der Nordamerika-Tour in Los Angeles am 22. Dezember 1977 insgesamt 2 Stunden und 15 Minuten auf der Bühne. Nach Abschluss der Nordamerika-Tour legte die Band eine längere Pause von mehr als drei Monaten ein, in der sich die Bandmitglieder um ihre Familien- und Geschäftsangelegenheiten kümmerten, und begannen den europäischen Tourabschnitt am 12. April 1978 in Stockholm. Hatten Queen bei vorherigen Europatourneen noch größere Konzertreisen durch ihre britische Heimat unternommen, konzertierten sie sich nun hauptsächlich auf die Länder des europäischen Kontinents, während sie in Großbritannien lediglich drei Auftritte in London und zwei in Stafford absolvierten. Dafür trat die Band erstmals in Frankreich und Österreich auf.

## Liveaufnahmen
Das Konzert in Houston am 11. Dezember 1977 wurde gefilmt und wenige Wochen später als TV-Special im amerikanischen Fernsehen ausgestrahlt. Ein Bootleg-Video dieses Gigs ist unter Fans weit verbreitet und gilt als eines ihrer besten Konzerte. Eine offizielle Veröffentlichung der Show als Livealbum oder Konzertfilm ist jedoch bis heute nicht offiziell erfolgt, da laut Brian May die Multitrack-Tapes dieses Konzertes nicht mehr aufzufinden seien, die für eine vernünftige Abmischung des Konzertsounds vonnöten sind.

## Setlist
Auf dieser Tournee wurden zum ersten Mal die damals aktuellen Songs We Will Rock You, We Are the Champions und das bei den zwei vorherigen Tourneen noch nicht berücksichtigte Love of My Life live gespielt, die seither auf jeder Tournee gespielt worden sind. Mit I’m in Love with My Car wurde auch erstmals auf einer Queen-Tournee ein Lied gespielt, bei dem nicht Freddie Mercury, sondern Roger Taylor den Leadgesang übernahm.

### Beispiel-Setlist
- Intro
- We Will Rock You (fast version)
- Brighton Rock
- Somebody to Love
- Death on Two Legs
- Killer Queen
- Good Old-Fashioned Lover Boy
- I’m in Love with My Car
- Get Down, Make Love
- Millionaire Waltz
- You’re My Best Friend
- Spread Your Wings
- Liar
- It’s Late
- Love of My Life
- ’39
- My Melancholy Blues
- White Man
- Instrumental Inferno
- The Prophet’s Song (reprise)
- Now I’m Here
- Stone Cold Crazy
- Bohemian Rhapsody
- Keep Yourself Alive
- Tie Your Mother Down
- We Will Rock You
- We Are the Champions
- Sheer Heart Attack
- Jailhouse Rock
- Outro (God Save the Queen)

## Tourdaten
| Nr.                 | Datum               | Stadt               | Land                | Veranstaltungsort                |                     |
| Leg 1 – Nordamerika | Leg 1 – Nordamerika | Leg 1 – Nordamerika | Leg 1 – Nordamerika | Leg 1 – Nordamerika              | Leg 1 – Nordamerika |
| ------------------- | ------------------- | ------------------- | ------------------- | -------------------------------- | ------------------- |
| 1                   | 11. November 1977   | Portland            | Vereinigte Staaten  | Cumberland County Civic Center   |                     |
| 2                   | 12. November 1977   | Boston              | Vereinigte Staaten  | Boston Garden                    |                     |
| 3                   | 13. November 1977   | Springfield         | Vereinigte Staaten  | Civic Center                     |                     |
| 4                   | 15. November 1977   | Providence          | Vereinigte Staaten  | Civic Center                     |                     |
| 5                   | 16. November 1977   | New Haven           | Vereinigte Staaten  | Veterans Memorial Coliseum       |                     |
| 6                   | 18. November 1977   | Detroit             | Vereinigte Staaten  | Cobo Hall                        |                     |
| 7                   | 19. November 1977   | Detroit             | Vereinigte Staaten  | Cobo Hall                        |                     |
| 8                   | 21. November 1977   | Toronto             | Kanada              | Maple Leaf Gardens               |                     |
| 9                   | 23. November 1977   | Philadelphia        | Vereinigte Staaten  | Spectrum                         |                     |
| 10                  | 24. November 1977   | Philadelphia        | Vereinigte Staaten  | Spectrum                         |                     |
| 11                  | 25. November 1977   | Norfolk             | Vereinigte Staaten  | Scope Arena                      |                     |
| 12                  | 27. November 1977   | Richfield           | Vereinigte Staaten  | Coliseum                         |                     |
| 13                  | 29. November 1977   | Landover            | Vereinigte Staaten  | Capital Center                   |                     |
| 14                  | 1. Dezember 1977    | New York City       | Vereinigte Staaten  | Madison Square Garden            |                     |
| 15                  | 2. Dezember 1977    | New York City       | Vereinigte Staaten  | Madison Square Garden            |                     |
| 16                  | 4. Dezember 1977    | Dayton              | Vereinigte Staaten  | UD Arena                         |                     |
| 17                  | 5. Dezember 1977    | Chicago             | Vereinigte Staaten  | The Stadium                      |                     |
| 18                  | 8. Dezember 1977    | Atlanta             | Vereinigte Staaten  | The Omni                         |                     |
| 19                  | 10. Dezember 1977   | Fort Worth          | Vereinigte Staaten  | Tarrant County Convention Center |                     |
| 20                  | 11. Dezember 1977   | Houston             | Vereinigte Staaten  | The Summit                       |                     |
| 21                  | 15. Dezember 1977   | Paradise            | Vereinigte Staaten  | Aladdin Theatre                  |                     |
| 22                  | 16. Dezember 1977   | San Diego           | Vereinigte Staaten  | Sports Arena                     |                     |
| 23                  | 17. Dezember 1977   | Oakland             | Vereinigte Staaten  | Coliseum Arena                   |                     |
| 24                  | 20. Dezember 1977   | Long Beach          | Vereinigte Staaten  | Long Beach Arena                 |                     |
| 25                  | 21. Dezember 1977   | Long Beach          | Vereinigte Staaten  | Long Beach Arena                 |                     |
| 26                  | 22. Dezember 1977   | Inglewood           | Vereinigte Staaten  | The Forum                        |                     |
| Leg 2 – Europa      |                     |                     |                     |                                  |                     |
| 27                  | 12. April 1978      | Stockholm           | Schweden            | Johanneshovs Isstadion           |                     |
| 28                  | 13. April 1978      | Frederiksberg       | Danemark            | Falkoner Teatret                 |                     |
| 29                  | 14. April 1978      | Hamburg             | Deutschland         | Ernst-Merck-Halle                |                     |
| 30                  | 16. April 1978      | Brüssel             | Belgien             | Forest National                  |                     |
| 31                  | 17. April 1978      | Brüssel             | Belgien             | Forest National                  |                     |
| 32                  | 19. April 1978      | Rotterdam           | Niederlande         | Sportpaleis Ahoy’                |                     |
| 33                  | 20. April 1978      | Rotterdam           | Niederlande         | Sportpaleis Ahoy’                |                     |
| 34                  | 21. April 1978      | Brüssel             | Belgien             | Forest National                  |                     |
| 35                  | 23. April 1978      | Paris               | Frankreich          | Pavillon de Paris                |                     |
| 36                  | 24. April 1978      | Paris               | Frankreich          | Pavillon de Paris                |                     |
| 37                  | 26. April 1978      | Dortmund            | Deutschland         | Westfalenhalle                   |                     |
| 38                  | 28. April 1978      | Berlin              | Deutschland         | Deutschlandhalle                 |                     |
| 39                  | 30. April 1978      | Zürich              | Schweiz             | Hallenstadion                    |                     |
| 40                  | 2. Mai 1978         | Wien                | Osterreich          | Stadthalle                       |                     |
| 41                  | 3. Mai 1978         | München             | Deutschland         | Olympiahalle                     |                     |
| 42                  | 6. Mai 1978         | Stafford            | England             | New Bingley Hall                 |                     |
| 43                  | 7. Mai 1978         | Stafford            | England             | New Bingley Hall                 |                     |
| 44                  | 11. Mai 1978        | London              | England             | Wembley Arena                    |                     |
| 45                  | 12. Mai 1978        | London              | England             | Wembley Arena                    |                     |
| 46                  | 13. Mai 1978        | London              | England             | Wembley Arena                    |                     |

## Band
- Freddie Mercury: Gesang, Klavier, Tamburin
- Brian May: Gitarre, Hintergrundgesang
- Roger Taylor: Schlagzeug, Percussion, Hintergrundgesang, Gesang bei I’m in Love with My Car
- John Deacon: Bass, Hintergrundgesang